# Typ-III-Sekretionssystem
Das Typ-III-Sekretionssystem (engl. Type III secretion system; als TTSS oder T3SS abgekürzt) ist eine Proteinstruktur (manchmal als Organell betrachtet), die in manchen Gram-negativen Bakterien auftritt.
Diese Struktur dient zur Sekretion bakterieller Proteine in eukaryotischen Zellen. Diese Proteine ermöglichen es den Bakterien, die eukaryotischen Zellen (die Wirte) zu infizieren. Die Proteine werden direkt von der bakteriellen Zelle in die Wirtszelle mittels einer Nadelstruktur, dem Kennzeichen des T3SS, übertragen.

## Überblick
Der Begriff „Typ-III-Sekretionssystem“ wurde 1993 erstmals verwendet. Dieses Sekretionssystem unterscheidet sich von mindestens fünf anderen bakteriellen Sekretionssystemen. Das T3SS tritt nur in Gram-negativen, meist pathogenen, Bakterien auf. Schätzungsweise besitzen 25 Bakterienarten das System. Die am besten erforschten T3SS sind aus Arten von Shigella (verursacht Bakterienruhr), Salmonella (Typhus), Escherichia coli (Enteritis, Colitis), Burkholderia (Rotz), Yersinia (Pest) und Pseudomonas (infiziert Menschen, Tiere und Pflanzen) bekannt.
Das T3SS besteht in jeder Bakterienart aus ungefähr 30 verschiedenen Proteinen, den T3S-Proteinen. Damit ist es eines der komplexesten Sekretionssysteme. Seine Struktur ist derjenigen von Flagellen sehr ähnlich. Diese sind lange, extrazelluläre Organelle, die der Bewegung des Bakteriums dienen. Manche Proteine, die am T3SS beteiligt sind, haben ähnliche Aminosäurensequenzen wie Flagellenproteine. Ein Teil der T3SS besitzenden Bakterien hat auch Flagellen und ist beweglich (z. B. Salmonella). Andere haben keine Flagellen und sind unbeweglich (z. B. Shigella). In der Tat wird die Typ-III-Sekretion für die Aussetzung sowohl von Infektionsproteine als auch Flagellenproteine eingesetzt. Der Begriff „Typ-III-Sekretion“ wird jedoch hauptsächlich zur Bezeichnung des Infektionsapparats benutzt. Es wird darüber debattiert, ob T3SS und Flagellen evolutionär verwandt sind.
Das T3SS ist für die Pathogenität des Bakteriums notwendig. Defekte im T3SS bedeuten oft den Verlust der Infektionsfähigkeit. Krankheiten, die die oben genannten T3SS-Bakterien verursachen, infizieren Millionen von Menschen und töten Hunderttausende jedes Jahr, hauptsächlich in Entwicklungsländern. Traditionelle Antibiotika waren in der Vergangenheit effizient gegen diese Bakterien, aber resistente Stämme tauchen immer wieder auf. Die Aufklärung des Mechanismus des T3SS und die Entwicklung spezifischer Medikamente sind seit den späteren 1990er-Jahren zu einem wichtigen Ziel vieler Forschungsgruppen weltweit geworden.

## T3S-Proteine
T3S-Proteine lassen sich in drei Gruppen einordnen:
- Strukturelle Proteine: bilden die Basis, den inneren Stab und die Nadel.
- Effektoren: werden in Wirtszellen sezerniert und unterstützen die Infektion.
- Chaperone: binden Effektoren im bakteriellen Zytoplasma an, schützen diese vor Abbau und Aggregation, d. h. „Zusammenkleben“ und leiten sie in Richtung Nadelkomplex.

Die meisten T3S-Proteine gehören zu Operonen. Solche Operone befinden sich bei manchen Arten auf dem bakteriellen Chromosom, bei anderen auf einem eigenen Plasmid. Beispielsweise hat Salmonella eine Region auf dem Chromosom, die sogenannte Salmonella-Pathogenitätsinsel (SPI), in der fast alle T3S-Gene zu finden sind. Shigella hingegen besitzt ein großes Virulenzplasmid, auf dem sich alle T3S-Gene befinden.
Zu sezernierende Effektorproteine müssen vom System anerkannt werden, denn sie befinden sich im Zytoplasma zusammen mit Tausenden anderer Proteine. Fast alle Effektoren tragen ein Sekretionsignal – eine kurze Aminosäurensequenz, normalerweise am Anfang (N-Terminus) des Proteins, die der Nadelkomplex erkennen kann.

## Induktion der Sekretion und Geninduktion
Im Einzelnen ist über den Mechanismus der Auslösung (= Induktion) der Sekretion nur wenig bekannt. Kontakt der Nadel mit einer Wirtszelle induziert die Sekretion. Bei Yersinia und Pseudomonas lässt sich die Sekretion auch unabhängig von einer Wirtszelle durch Erniedrigung der Kalziumionen-Konzentration im Nährmedium induzieren (das wird durch Hinzufügen von Chelatoren wie EDTA oder EGTA erreicht), bei Shigella durch den aromatischen Farbstoff Kongorot. Mit diesen und anderen Methoden wird in Forschungslaboren Typ-III-Sekretion künstlich induziert.
Auch in infizierten Organismen kann bakterielles Sekretionsverhalten durch andere Signale als Wirtszellenkontakt induziert werden, etwa durch Temperatur, pH, Osmolarität und Sauerstoffkonzentration. Bei Shigella erfolgt dies durch Cholesterin, ein in fast allen eukaryotischen Zellmembranen befindliches Lipid, bei Salmonella durch die Ionen Formiat und Acetat. Diese Ionen sind im Krummdarm zu finden, einem typischen Ort der Infektion mit Salmonella. Umgekehrt stoppen bei Salmonella die Ionen Butyrat und Propionat die Sekretion; diese Ionen sind im Blinddarm zu finden.
Die oben genannten Signale regulieren die Sekretion entweder direkt oder durch Genregulation. Einige T3S-Transkriptionsfaktoren sind bekannt, darunter T3S-Chaperone (s. o.). Chaperone könnten eine positive Regulation des Gens bewirken, das je einen Effektor kodiert: Solange keine Sekretion stattfindet, ist im Zytoplasma das Chaperon an den Effektor gebunden. Bei Sekretion trennen sich Effektor und Chaperon. Ersterer wird sezerniert; letzteres wirkt als Transkriptionsfaktor, indem es an das kodierende Gen bindet, dessen Transkription induziert und dadurch die Herstellung weiterer Effektormoleküle bewirkt.

## T3SS-vermittelte Infektion
Wie Effektoren des T3SS in eine Wirtszelle eindringen, ist noch nicht vollständig geklärt. Sie gelangen zunächst in die Basis des Nadelkomplexes und bewegen sich dann durch die Nadel in Richtung Wirtszelle. Gemäß früheren Vorstellungen sollte die Nadel selbst Löcher in die Membran der Wirtszelle bohren, dies wurde aber widerlegt. Mittlerweile ist bekannt, dass bestimmte, als Translokatoren bezeichnete Effektoren zuerst ausgeschieden werden und eine Öffnung oder einen Kanal (ein Translokon) in der Membran der Wirtszelle erzeugen. Durch das Translokon können die restlichen Effektoren in die Wirtszelle eindringen. Mutierte Bakterien, denen die Translokatoren fehlen, können zwar die restlichen Effektoren ausscheiden; diese dringen aber nicht in die Wirtszelle ein, so dass die Schädigung derselben (und damit die pathogene Wirkung) ausbleibt. In der Regel hat jedes T3SS drei Translokatoren. Manche Translokatoren haben eine Doppelrolle, indem sie nach Erzeugung des Translokons auch im Inneren der Wirtszelle als Effektoren wirken.
Viele Bakterienarten sind darauf angewiesen, in eine Wirtszelle einzudringen, um sich zu vermehren und sich innerhalb eines Gewebes auszubreiten. Solche Bakterien verbringen Effektoren in eine Wirtszelle, die dort bewirken, dass die Wirtszelle das Bakterium umschließt und in ihren Innenraum aufnimmt (= phagozytiert). Dazu steuern die Effektoren die Polymerisation der Aktin-Filamente im Cytoskelett der Wirtszelle um.
Nachweislich können Effektoren des T3SS auch in den Zellzyklus von Wirtszellen eingreifen und programmierten Zelltod (= Apoptose) auslösen. Einer der meistuntersuchten Effektoren ist IpaB von Shigella flexneri. IpaB hat die oben genannte Doppelrolle als Translokator und im Zellinneren wirksamer Effektor und fügt Wirtszellen vielerlei Schäden zu. 1994 wurde gezeigt, dass IpaB in Makrophagen nach der Phagozytose des Bakteriums vermittels des Enzyms Caspase 1 eine Apoptose auslöst.
Bestimmte Effektoren des T3SS (engl. activator-like effectors, TAL effectors) wirken positiv genregulierend. Gut untersucht sind solche TAL-Effektoren des Bakteriums Xanthomonas. Wenn diese in Pflanzen gelangen, können sie in den Kern einer Pflanzenzelle eindringen, an Promotoren binden und die Transkription von Pflanzengenen bewirken, die die Infektion durch das Bakterium begünstigen. Hierzu binden sie spezifisch an Tandemwiederholungen der Wirtszell-DNA.

## Ungelöste Themen
Hunderte von Artikeln über T3SS wurden seit Mitte der 1990er-Jahre veröffentlicht. Trotzdem bleiben viele Fragen offen:
- T3SS-Proteine und Effektoren. Die meisten T3SS-Effektoren werden nur in winzigen Mengen in die Zielzellen injiziert. Die Menge bzw. Konzentration der allermeisten Effektoren bleibt damit unbekannt. Ohne bekannte Mengen sind aber die physiologischen Auswirkungen oft nur schwer abzuschätzen, obwohl die biochemische Funktion vieler Effektoren bekannt ist. Trotzdem bleibt die molekulare Funktion vieler Effektoren unklar. Auch die Lokalisierung jedes Proteins ist nicht völlig aufgeklärt.
- Länge der Nadel. Es ist nicht bekannt, wie das Bakterium „weiß“, wann eine neue Nadel eine angemessene Länge erreicht hat. Es existieren einige Theorien, unter anderen das Bestehen eines „Maßstabproteins“, welches die Spitze der Nadel mit der Basis verbindet. Wenn neue Nadeluntereinheiten an der Spitze hinzugefügt werden, streckt sich das Maßstabprotein und „meldet“ damit der Basis die Länge der Nadel.
- Energetik. Mit welcher Kraft die Proteine durch die Nadel nach außen getrieben werden, ist nicht völlig bekannt. Eine ATPase ist an der Basis des Nadelkomplexes gebunden und nimmt am Leiten von Proteinen in Richtung Nadel teil. Ob sie die Energie für den Transport liefert, ist unklar.
- Sekretionssignal. Wie oben erwähnt, besitzen Effektorproteine ein Sekretionssignal, das dem Sekretionssystem hilft, diese Effektoren von anderen Proteinen zu unterscheiden. Die Voraussetzungen und der genaue Erkennungsmechanismus sind zurzeit unbekannt.
- Aktivierung der Sekretion. Das Bakterium muss die richtige Zeit zur Sekretion erkennen. Unnötige Sekretion, wenn sich keine Wirtszelle in der Nähe befindet, ist für das Bakterium unwirtschaftlich, was Energie und Bausteine angeht. Das Bakterium kann zwar einen Kontakt der Nadel mit einer Wirtszelle spüren, der Mechanismus ist jedoch unbekannt. Manche Theorien gehen von feinen konformationellen Veränderungen der Nadelstruktur beim Kontakt aus, die dann Veränderungen in der Konformation der Basis verursachen und damit die Sekretion einschalten.
- Binden von Chaperonen. Der Zeitpunkt, an dem Chaperone an ihren Effektoren binden (ob während oder nach der Translation), ist unbekannt, so wie auch die Art, auf die Chaperone und Effektoren sich vor der Sekretion voneinander trennen.